# Oliarus mendax
Oliarus mendax är en insektsart som beskrevs av Synave 1960. Oliarus mendax ingår i släktet Oliarus och familjen kilstritar. Inga underarter finns listade i Catalogue of Life.